# Taedonggang
A Companhia Cervejeira Taedonggang (Taedonggang) é uma empresa estatal norte-coreana, sediada em Pyongyang. É responsável pela produção de 4 marcas de cerveja norte-coreanas, entre elas a cerveja conhecida popularmente fora da Coreia do Norte como "Taedonggang Beer".

## História

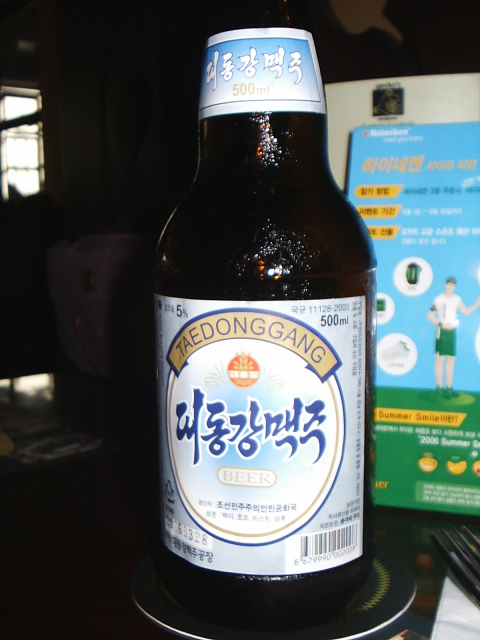
Uma garrafa pequena da cerveja Taedonggang vendida em um pub em Itaewon, na Coreia do Sul

Em 2000, o governo norte-coreano decidiu adquirir uma cervejaria. Tendo naquele breve período relações positivas com o ocidente, por meio de contatos na Alemanha, o governo da Coreia do Norte conseguiu adquirir a totalidade da então intacta e ainda instalada fabrica de cerveja Ushers of Trowbridge, em Wiltshire na Inglaterra pelo valor de £1.5M por meio do negociador alemão Uwe Oehms.
Preocupados inicialmente com um possível uso para fabricação de armas químicas, Peter Ward, da companhia cervejeira Thomas Hardy Brewing and Packaging decidiu continuar o negócio após ser convencido de que tal risco não existia, e então comprou a planta de fabricação e organizou uma equipe norte-coreana para viajar até Trowbridge para desmontá-la e prepara-la para o embarque. Reinstalada e operacional desde 2002, a cervejaria utiliza sistemas computadorizados de produção e controle feitos na Alemanha.

## Produtos
A Taedonggang Brewing Company é conhecida fora da Coreia do Norte pela sua marca conhecida como "Taedonggang Beer", que é a principal marca da empresa. Entretanto, a cervejaria norte-coreana também produz uma marca de chope, uma marca de cerveja preta e uma cerveja de arroz.